# Thaiföld az 1972. évi nyári olimpiai játékokon
Thaiföld az NSZK-beli Münchenben megrendezett 1972. évi nyári olimpiai játékok egyik részt vevő nemzete volt. Az országot az olimpián 7 sportágban 33 sportoló képviselte, akik érmet nem szereztek.

## Atlétika
Férfi
| Versenyző                                                              | Versenyszám     | Előfutam | Előfutam | Előfutam | Elődöntő | Elődöntő | Elődöntő | Döntő   | Döntő    |
| Versenyző                                                              | Versenyszám     | Idő      | Hely.    | Össz.    | Idő      | Hely.    | Össz.    | Idő     | Helyezés |
| ---------------------------------------------------------------------- | --------------- | -------- | -------- | -------- | -------- | -------- | -------- | ------- | -------- |
| Somsak Boontud Surapong Ariyamongkol Panus Ariyamongkol Anat Ratanapol | 4 × 100 m váltó | 41,04    | 6.       | 21.      | kiesett  | kiesett  | kiesett  | kiesett | kiesett  |

## Cselgáncs
| Versenyző         | Versenyszám | Csoport | Selejtező         | 1. forduló                         | 2. forduló        | 3. forduló        | 4. forduló        | Vigaszág 1. forduló | Vigaszág 2. forduló | Vigaszág 3. forduló | Elődöntő          | Döntő             | Helyezés |
| Versenyző         | Versenyszám | Csoport | Ellenfél Eredmény | Ellenfél Eredmény                  | Ellenfél Eredmény | Ellenfél Eredmény | Ellenfél Eredmény | Ellenfél Eredmény   | Ellenfél Eredmény   | Ellenfél Eredmény   | Ellenfél Eredmény | Ellenfél Eredmény | Helyezés |
| ----------------- | ----------- | ------- | ----------------- | ---------------------------------- | ----------------- | ----------------- | ----------------- | ------------------- | ------------------- | ------------------- | ----------------- | ----------------- | -------- |
| Cherdpong Punsoni | Középsúly   | B       | erőnyerő          | O Szungnip (O Seung-nip) (KOR) · V |                   |                   |                   | Petr Jákl (TCH) · V | kiesett             | kiesett             | kiesett           | kiesett           | 9.       |

## Kerékpározás

### Országúti kerékpározás
| Versenyző                                                                             | Versenyszám     | Idő              | Helyezés      |
| ------------------------------------------------------------------------------------- | --------------- | ---------------- | ------------- |
| Sataporn Kantasa-Ard                                                                  | Mezőnyverseny   | nem ért célba    | nem ért célba |
| Sivaporn Ratanapool                                                                   | Mezőnyverseny   | nem ért célba    | nem ért célba |
| Pramote Sangskulrote                                                                  | Mezőnyverseny   | nem ért célba    | nem ért célba |
| Panya Singprayool-Dinmuong                                                            | Mezőnyverseny   | nem ért célba    | nem ért célba |
| Sataporn Kantasa-Ard Pinit Koeykorpkeo Sivaporn Ratanapool Panya Singprayool-Dinmuong | Csapat időfutam | 2:41:42 (+30:25) | 34.           |

### Pálya-kerékpározás
Sprintverseny
| Versenyző             | Versenyszám  | 1. forduló                                          | 1. forduló | Vigaszág                                          | Vigaszág | 2. forduló             | 2. forduló | Vigaszág             | Vigaszág | Nyolcaddöntő           | Nyolcaddöntő | Vigaszág selejtező     | Vigaszág selejtező | Vigaszág döntő       | Vigaszág döntő | Negyeddöntő          | Elődöntő             | Döntő                | Helyezés    |
| Versenyző             | Versenyszám  | Ellenfelek Győztes idő                              | Hely.      | Ellenfelek Győztes idő                            | Hely.    | Ellenfelek Győztes idő | Hely.      | Ellenfél Győztes idő | Hely.    | Ellenfelek Győztes idő | Hely.        | Ellenfelek Győztes idő | Hely.              | Ellenfél Győztes idő | Hely.          | Ellenfél Győztes idő | Ellenfél Győztes idő | Ellenfél Győztes idő | Helyezés    |
| --------------------- | ------------ | --------------------------------------------------- | ---------- | ------------------------------------------------- | -------- | ---------------------- | ---------- | -------------------- | -------- | ---------------------- | ------------ | ---------------------- | ------------------ | -------------------- | -------------- | -------------------- | -------------------- | -------------------- | ----------- |
| Suriya Chiarasapawong | Férfi egyéni | Daniel Morelon (FRA) · Hector Edwards (BAR) · 11,71 | 3.         | Leslie King (TRI) · Werner Otto (GDR) · 11,62     | 3.       | kiesett                | kiesett    | kiesett              | kiesett  | kiesett                | kiesett      | kiesett                | kiesett            | kiesett              | kiesett        | kiesett              | kiesett              | kiesett              | helyezetlen |
| Taworn Tarwan         | Férfi egyéni | Serhiy Kravtsov (URS) · Shue Ming-Fa (ROC) · 11,83  | 2.         | Neville Hunte (GUY) · Manu Snellinx (BEL) · 11,54 | 2.       | kiesett                | kiesett    | kiesett              | kiesett  | kiesett                | kiesett      | kiesett                | kiesett            | kiesett              | kiesett        | kiesett              | kiesett              | kiesett              | helyezetlen |

Időfutam
| Versenyző             | Versenyszám  | Idő     | Helyezés |
| --------------------- | ------------ | ------- | -------- |
| Suriya Chiarasapawong | Férfi egyéni | 1:12,53 | 25.      |

## Ökölvívás
| Versenyző         | Versenyszám  | Selejtező                         | 32-es főtábla                  | Nyolcaddöntő                | Negyeddöntő               | Elődöntő          | Döntő             | Helyezés |
| Versenyző         | Versenyszám  | Ellenfél Eredmény                 | Ellenfél Eredmény              | Ellenfél Eredmény           | Ellenfél Eredmény         | Ellenfél Eredmény | Ellenfél Eredmény | Helyezés |
| ----------------- | ------------ | --------------------------------- | ------------------------------ | --------------------------- | ------------------------- | ----------------- | ----------------- | -------- |
| Surapong Sripirom | Papírsúly    |                                   | Gedó György (HUN) · RSC        | kiesett                     | kiesett                   | kiesett           | kiesett           | 17.      |
| Chawalit On-Chim  | Légsúly      | Orbán Sándor (HUN) · visszalépett | Gerd Schubert (FRG) · 4-1      | Leo Rwabwogo (UGA) · 1-4    | kiesett                   | kiesett           | kiesett           | 9.       |
| Charndej Weerapol | Harmatsúly   | erőnyerő                          | Vaszilij Szolomin (URS) · 0-5  | kiesett                     | kiesett                   | kiesett           | kiesett           | 17.      |
| Preecha Nopparat  | Pehelysúly   | Botos András (HUN) · 0-5          | kiesett                        | kiesett                     | kiesett                   | kiesett           | kiesett           | 33.      |
| Vichit Praianan   | Könnyűsúly   | erőnyerő                          | James Busceme (USA) · 0-5      | kiesett                     | kiesett                   | kiesett           | kiesett           | 17.      |
| Bantow Srisook    | Kisváltósúly |                                   | Ernesto Bergamasco (ITA) · 4-1 | Calistrat Cuţov (ROU) · RSC | Angel Angelov (BUL) · RSC | kiesett           | kiesett           | 5.       |
| Rabieb Sangnual   | Váltósúly    | erőnyerő                          | Karl Gschwind (SUI) · 5-0      | Günther Meier (FRG) · 0-5   | kiesett                   | kiesett           | kiesett           | 9.       |

## Sportlövészet
Nyílt
| Versenyző             | Versenyszám           | Pont | Helyezés |
| --------------------- | --------------------- | ---- | -------- |
| Solos Nalampoon       | Gyorstüzelő pisztoly  | 583  | 22.      |
| Rangsit Yanothai      | Gyorstüzelő pisztoly  | 571  | 46.      |
| Sutham Aswanit        | Szabadpisztoly        | 539  | 37.      |
| Somsak Chaiyarate     | Szabadpisztoly        | 537  | 40.      |
| Chira Prabandhayodhin | Sportpuska, fekvő     | 585  | 72.      |
| Udomsak Thianthong    | Sportpuska, fekvő     | 586  | 70.      |
| Chawalit Kamutchati   | Sportpuska, összetett | 1090 | 53.      |
| Preeda Phengdisth     | Sportpuska, összetett | 1079 | 57.      |
| Boonkua Lourvanij     | Trap                  | 145  | 55.      |
| Dumrong Pachonyut     | Trap                  | 160  | 53.      |

## Súlyemelés
| Versenyző        | Versenyszám | Nyomás   | Nyomás   | Szakítás | Szakítás | Lökés    | Lökés    | Összesen | Helyezés |
| Versenyző        | Versenyszám | Eredmény | Helyezés | Eredmény | Helyezés | Eredmény | Helyezés | Összesen | Helyezés |
| ---------------- | ----------- | -------- | -------- | -------- | -------- | -------- | -------- | -------- | -------- |
| Chaiya Sukchinda | 52 kg       | 100,0    | 6.       | 92,5     | 7.       | 120,0    | 6.       | 312,5    | 7.       |

## Vitorlázás
Nyílt
| Versenyző                                         | Versenyszám | Futam  | Futam | Futam | Futam  | Futam | Futam | Futam | Pontszám | Helyezés |
| Versenyző                                         | Versenyszám | 1      | 2     | 3     | 4      | 5     | 6     | 7     | Pontszám | Helyezés |
| ------------------------------------------------- | ----------- | ------ | ----- | ----- | ------ | ----- | ----- | ----- | -------- | -------- |
| Rachot Kanjanavanit                               | Finn dingi  | 39,0   | 36,0  | 25,0  | (41,0) | 32,0  | 41,0  | 41,0  | 214,0    | 33.      |
| Paitoon Chulatuppa Birabongse Bhanutej Bhanubandh | Tempest     | (27,0) | 26,0  | 27,0  | 26,0   | 27,0  | 20,0  | 27,0  | 153,0    | 21.      |